# Головня Андрій Михайлович
Андрій Михайлович Головня (нар. 2003) — молодший сержант Збройних сил України, учасник російсько-української війни, що відзначився в ході російського вторгнення в Україну. Герой України (2024).

## Життєпис
Народився 2003 в с. Велика Круча Пирятинського району Полтавської області.
Після початку російського вторгнення в Україну, навчаючись на 2-му курсі Національного університету фізичного виховання і спорту, у жовтні 2022 добровольцем вступив до лав Сухопутних військ Збройних сил України.
Служить на посаді командира відділення-оператора 5 батареї протитанкових керованих ракет 209 окремого протитанкового дивізіону у складі 43-ї окремої артилерійської бригади. Відзначився як командир протитанкового розрахунку відділення — особисто знищив 18 МТ-ЛБ, 16 БМП і 44танків.

## Нагороди
- Звання Герой України з врученням ордена «Золота Зірка» (23 серпня 2024) — за особисту мужність і героїзм, виявлені у захисті державного суверенітету та територіальної цілісності України, самовіддане служіння Українському народові[3]. Вручення нагороди відбулось 24 серпня 2024 року в Києві з нагоди урочистостей до 33-ї річниці незалежності України[4];
- Орден «За мужність» III ступеня (2023).